# Schlotheimia furcata
Schlotheimia furcata är en bladmossart som beskrevs av Mitten 1869. Schlotheimia furcata ingår i släktet Schlotheimia och familjen Orthotrichaceae. Inga underarter finns listade i Catalogue of Life.